# 西安高新第一中学
西安高新第一中学，简称“西安高新一中”或“高新一中”，位於中国陕西省西安市高新技术产业开发区。西安高新第一中学于1995年经陕西省及西安市教委批准建立，于1998年被同时批准为省、市、区三级重点中学，2009年入选陕西省第一批示范高中。先后被定为联合国教科文组织俱乐部、全国科技创新实验学校、省级“文明”校园、西安市德育十佳学校，并入选中国名校600家。西安高新第一中学在2016年中国内地高中美国留学排行榜上位居第三十一。 
| 高新一中校徽        |                                                |
| 尊师 爱生 敬业 笃学 |                                                |
| 现任校长            | 王淑芳                                         |
| 学校类型            | 私立（官督民办）                               |
| 建立时间            | 1995年                                         |
| 所在地              | 中国，陕西省，西安市                           |
| 高中部校区地址      | 陕西省西安市雁塔区高新技术产业开发区唐延路23号 |
| 国际部校区地址      | 陕西省西安市雁塔区高新技术产业开发区西万公路   |
| 初中部校区地址      | 陕西省西安市雁塔区高新技术开发区高新路62号     |
| 学生数量            | 6000余                                         |
| 教师数量            | 400余                                          |

## 办学规模
学校现有五个校区，初中部三个（高新一中校本部、糜家桥校区、沣东中学校区），高中部三个（南校区、高中部、沣东中学），总占地近30000亩，建筑面积13万5千余平方米。初中部90个教学班，4千余名学生；高中部72个教学班，两千余名学生。现在已开设初中超常实验班、双语实验班，超常班四年完成初、高中六年课程。而双语班相对其他班来说文科较为擅长。每个年级设双语班、超常班各一个。第一届实验班分别2013届双语班2012届超常班，以此类推。七年级八年级共四个实验班由高新一中校长全面负责，学生活跃、有思想。
学校教学改革卓有成绩，现已开设陶艺、模拟联合国规则、机器人绕标赛等特色校本选修课；网络实践、智能机器人、网页制作、汽车维修与保养、植物无菌栽培等科技类校本选修课，选修学生人数占年级人数的52%以上。学校2006年还成立国际课程中心，开设英国A-level课程、美国Advanced Placement课程、SAT课程等国际高中课程，瞄准世界一流大学，让更多学生走出国门。
学校教学设施齐备，建有一流的物理数字实验室、物理探究实验室、通用技术设计与制作实验室、生物无菌培养实验室、网络实验室、机器人实验室、国际课程理化生实验室、校园广播站。拥有能容纳800人的多功能厅两个。还有电子阅览室、视听阅览室、陶艺教室等设备齐全的学生活动中心，以及室内体育场、乒乓球活动室、舞蹈教室、合唱教室、琴房、美术教室等学生文体活动场所。
- 初中校本部地址：陕  西安高新第一中学西省西安市高新路62号（初一D组与初三全组同在）
- 一分校唐南中学：博文路（初二全组）（唐南学籍和部分高新籍高中生所在）
- 二分校糜家桥分部：（初一A,B,C组所在）高新路糜家桥小区内，育才商店前
- 南校区地址：西万路西侧 紫薇田园都市附近
- 高中部地址：陕西省西安市唐延路23号
- 沣东中学地址：陕西省西咸新区沣东新城沣东大道1066号

## 组织机构

### 历任校长
- 皎秋萍 1995年——2009年
- 王淑芳 高新一中（高中）
- 王小华 高新一中初中校区
- 王凤进 高新一中初中校区
- 张振斌 高新一中初中校区

### 教学部

#### 初中部
西安高新一中初中部是西安高新技术产业开发区为了改善投资环境，于1995年兴建的一所现代化、国际化的新型的完全中学，建校时校园占地50亩，建筑面积1.7万平米，校园幽静秀丽，“三楼”两馆造型新巧，气势雄伟。学校于2013年末至2014年末进行校园翻新，并将高新一小全部面积和并纳入，原高新一中、高新一小所有建筑都被推倒，重新修建教学楼。操场亦同时翻新，比如“风雨操场”工程。

#### 高中部
2000年，西安高新区投资1亿元扩建了高新一中高中部，是省级重点高中，占地50亩，建筑面积25万平米，教学楼、实验楼、科技楼、综合楼、实践楼五楼耸立，造型独特，楼外有草坪，楼内有花园。全校联网，资源共享，自动控制，现代化管理。

#### 唐南中学
从2000年起为了满足入区者的要求，开发区采取企业家出钱，学校出人，强强联合，优势互补的办法，走联合办学的道路。（西安高新唐南中学用高新一中一、二分校）就这样诞生了，学校教学设施和教师队伍都是一流的，学校由高新一中统一管理。唐南中学的大部分老师都是被高新一中聘用的。有部分学生因为没有达到高新一中的录取分数线，将被安排唐南中学的学籍，与高新一中的学生接受同等教育。但该学校从2014年9月起已从高新一中独立分出，不再为高新一中唐南分校，同时改名为高新唐南中学。

#### 南校区部
2003年学校又投资1.5亿元在长安科技产业园建设高新一中国际部，2018年改名为高新一中高中部南校区南校区。

#### 沣东中学
2016年3月12日，西安高新一中沣东中学项目在西咸新区沣东新城管委会签约，这是西安高新第一中学在高新区外管理的第一所分校。两校管理上实行七个“统一”：资源统一配置、人员统一调配、教学统一管理、课程统一设置、教研统一安排、考试统一进行、评价统一标准。2017年7月，西安高新一中沣东中学正式投入运营。2019年1月，学校被陕西省教育厅正式命名为“陕西省标准化高中”。2021年6月获批“陕西省省级示范高中”。

## 教师
几年来学校从全国各地来应聘的上万名教师中择优录用了近400名任课教师，100％本科以上学历，31名教师和领导研究生毕业，5079名骨干教师正在读研，高级职称（含4名特级）占60%，一级职称占38%。授予各类先进称号教师268人，在国家级赛教活动中获一、二、三等奖17人，获省、市级“教学能手”称号85人。有52名教师赴美国、加拿大、澳大利亚、新加坡接受过英语培训和计算机培训，英语教师中的50%都是派往国外培训后归来的老师。几年来，学校积极承担国家级、省、市级的科研课题，共有800多篇论文在市级以上表。

## 留学合作
学校多年来坚持国际交流，坚持教育与国际接轨。 建校仅16年，学校就已得到国内外著名高校的广泛关注与认可。被剑桥大学中国遴选中心授予“剑桥大学中国遴选陕西省考试中心”，是北京大学“中学校长实名推荐制”中学之一，同时被清华大学列入首批A计划学校。
学校先后与美国、英国、澳大利亚、新加坡等十多个国家的名校建立了友好交流关系，架起该校教育与国际交流的五彩桥。每年约300多名师生获得国际奖学金赴美、澳、英、新等国交流体验学习。 现已有153名同学由中学直接考入英国剑桥大学、牛津大学、帝国理工大学，纽约大学、密歇根大学、加州大学，麦吉尔大学、滑铁卢大学、多伦多大学，墨尔本大学、悉尼大学，新加坡国立大学、南洋理工大学等十多所国际名校。同时，学校已接收美、英、澳、新、日等国留学生300多人。

## 学校荣誉
- 1998年被批准为省级重点中学，陕西省联合国教科文组织俱乐部.
- 2001年被陕西省委、省政府命名为“省级文明校园”。
- 2001年被陕西省数学竞赛委员会授予“全国初中数学联赛陕西赛区优胜团体”。
- 2002年被西安市教育局授予“德育十佳学校”。
- 2002年被共青团西安市委授予青年文明号。
- 2002年被陕西省教育学会授予“教育科研基地”。
- 2002年被中国教育学会语文委员会授予“十五重点课题创新写作实验学校”。
- 2003年被中国科学技术协会授予“青少年科技创新人才培养项目实验学校”。
- 2003年被陕西省教育厅授予“现代教育技术实验学校”。
- 2003年被西安市教育局、体育局授予“体育传统项目学校”。
- 2003年被西安市委宣传部、教育局、环保局等授予“西安市绿色文明示范工程学校”。
- 2003年入选中国名校600家。
- 2004年被教育部重大课题组授予“促进学生发展与教师成长实验学校”。
- 2004年被中国教育学会授予“教育科研先进单位”。
- 2005年被陕西省数学竞赛委员会授予“全国初中数学联赛陕西赛区优胜学校”。
- 2005年被教育部关心下一代工作委员会等授予“全国中小学信息技术创新与实践活动先进单位”
- 2002～2005连续四年被高新区党工委授予“先进党总支”称号。
- 2002～2004连续三年被高新区党工委授予先进工会组织奖。
- 学校占地250亩，建筑面积11万平方米，教学设施均按国家示范学校标准配置。
- 2009年被陕西省教育厅授予陕西省首批示范高中（首批仅七所）